# St. Andreas (Ostönnen)

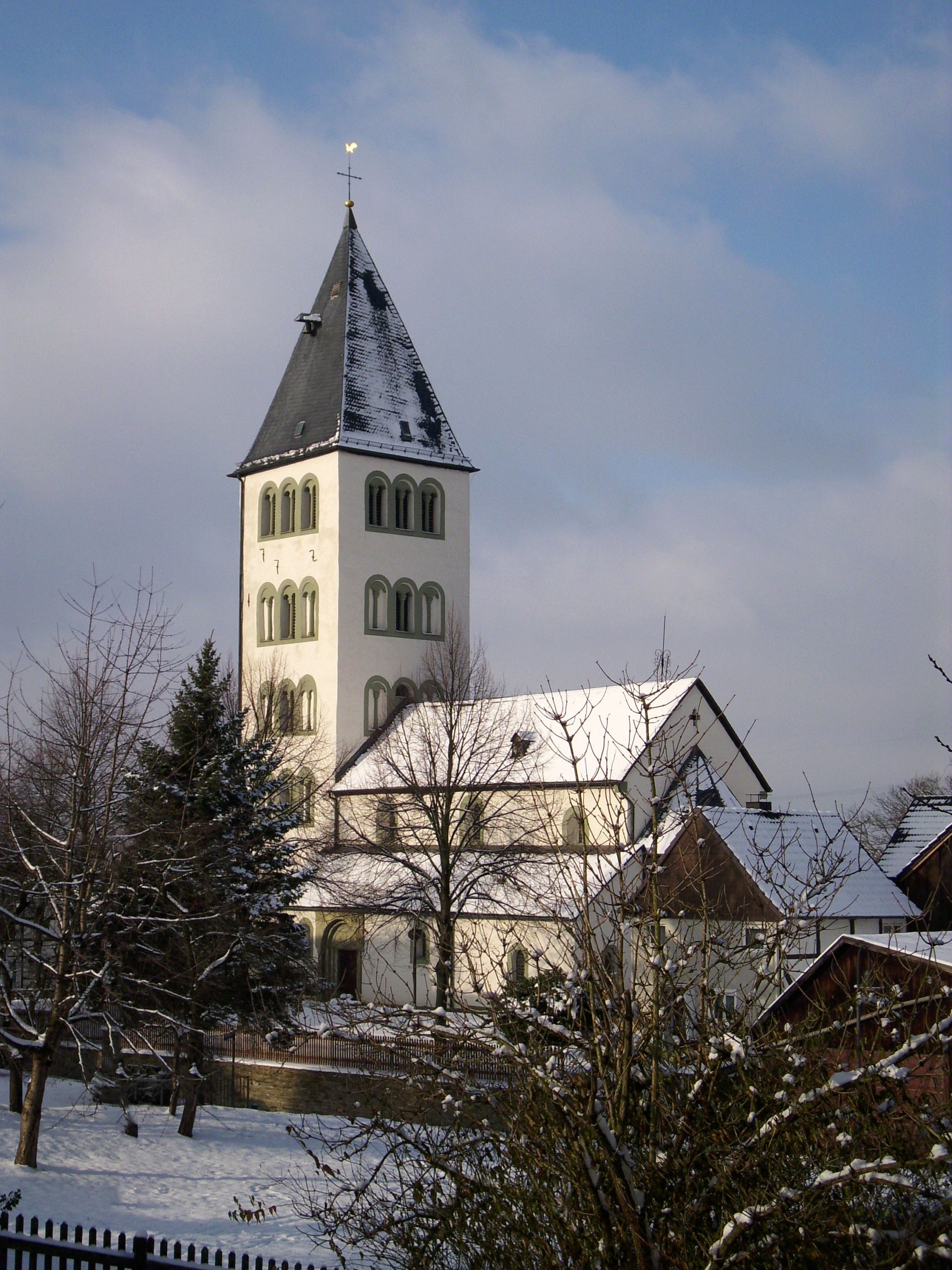
St.-Andreas-Kirche bei Schnee

Die evangelische Dorfkirche St. Andreas ist ein denkmalgeschütztes Kirchengebäude in Ostönnen. Ihre gotische Orgel gehört neben den Instrumenten in Sion, Kiedrich und Rysum zu den ältesten spielbaren Orgeln der Welt.

## Geschichte
Erstmals urkundlich erwähnt wurde die Ostönner Kirche 1169. Bei Ausgrabungen wurde festgestellt, dass zwei Vorgängerkirchen existiert haben. Das heutige Kirchenschiff ruht auf noch älteren Fundamenten. Bei Renovierungsarbeiten wurde im Boden eine dicke Brandschicht gefunden, ein Hinweis auf eine Kirche in Holzbauweise.
Während der Westturm aus der ersten Hälfte des 12. Jahrhunderts von einem älteren Vorgängerbau stammt, wurde das ältere Langhaus in der zweiten Hälfte des 12. Jahrhunderts durch eine Basilika aus Soester Grünsandstein ersetzt. Das Langhaus mit zwei Jochen und die Chorapsis sind in romanischer Bauweise klar voneinander abgetrennt. Das Mittelschiff ist erhöht. Alle Bauteile sind mit Gratgewölben gedeckt. Chor- und Turmquadrat sind fast ebenso groß wie die Quadrate des Mittelschiffes. 1979 wurde das gesamte Gebäude verputzt und in der vermutlichen Ursprungsfarbe neu gestrichen.

## Wandmalereien
1959 bis 1961 wurden bei Restaurierungsarbeiten romanische Wandmalereien freigelegt. Anfang des 13. Jahrhunderts wurde die plastische Raumgliederung durch zahlreiche Wandmalereien ergänzt. An der Wand des Mittelschiffes befindet sich ein zierliches Säulentriforium. In den Gewölben sind Gratbegleitbänder mit stilisierten Lebensbäumen und Fabeltieren zu sehen.

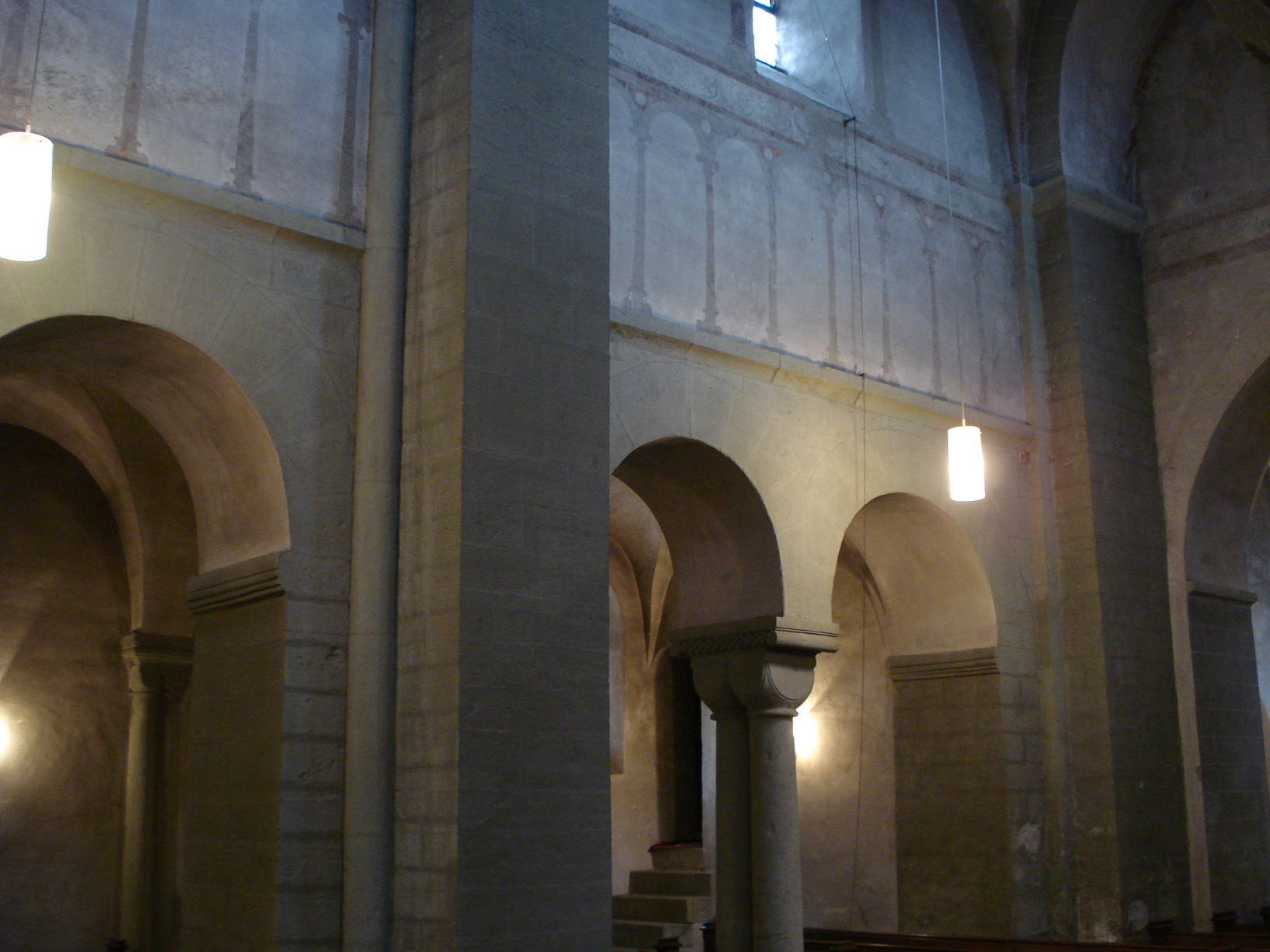
Innenraum

Die Apsis wurde im dritten Viertel des 13. Jahrhunderts im Zackenstil ausgemalt, das figürliche Wandbild ist lediglich im oberen Teil erhalten. Es zeigt mittig Christus in der Mandorla, als Weltenrichter dargestellt. Ihm zur Seite stehen ein Bischof, eine Frau, ein junger Mann mit einem Patriarchenkreuz und eine weitere Frau mit einem Palmzweig. Die vier Zeichen der Evangelisten – Stier, Adler, Mensch und Löwe – umrahmen die Apsismalerei.

## Orgel

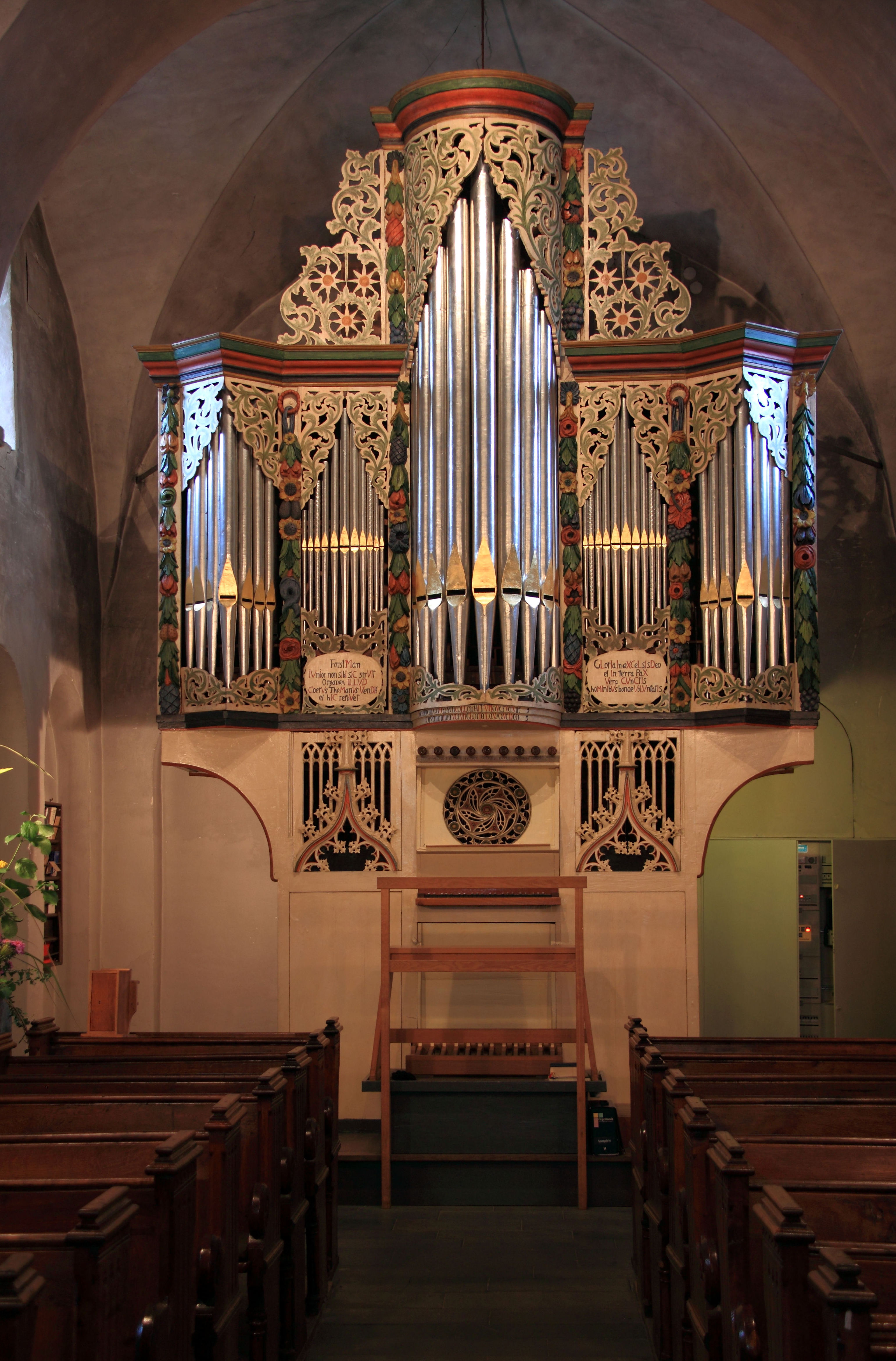
Orgelprospekt

Die Orgel, deren älteste Teile in der ersten Hälfte des 15. Jahrhunderts gefertigt wurden, stand in der Kirche Alt St. Thomae in Soest, bevor sie 1721/22 nach Ostönnen versetzt wurde. Sie steht heute ebenerdig vor der Westwand des Turmraums, welcher zum Kirchenschiff hin fast vollständig offen ist, und wurde in den Jahren 2000 bis 2003 aufwändig restauriert. Weit über 50 Prozent der Pfeifen und auch die Lade sowie Teile des Gehäuses stammen aus der Entstehungszeit. Damit ist sie vermutlich die älteste spielbare Orgel der Welt.

## Turm
Der Turm ist unabhängig vom Rest der Kirche in der ersten Hälfte des 12. Jahrhunderts entstanden. Er hat einen quadratischen Grundriss und steigt in fünf Stockwerken zu je 4,50 m auf. Er steht in keinem festen Mauerverbund mit dem Langhaus. Im Turmaufgang ist deutlich erkennbar, wie das Langhaus angebaut wurde. In den oberen vier Stockwerken ist der Turm durch drei Rundbogenfenster gegliedert.
In den Jahren 1978 bis 1979 wurde der Turm vollständig saniert. Alle in der Vergangenheit vermauerten Fenster und Nischen wurden wieder hergestellt.

## Glocken
Die am 24. Juni 1306 gegossene Glocke ist eine der ältesten Glocken in der Soester Börde. Sie trägt die Umschrift RECTOR COELI NOS EXAUDI. TU DIGNARE NOS SALVARE. (Herrscher des Himmels erhöre uns! Du bist würdig uns zu erlösen.)
Zwei andere Glocken sind Ersatz für die im Ersten Weltkrieg eingeschmolzenen Glocken. Diese 1919 gegossenen Glocken sind von minderer Qualität, sie sind porös und haben Luftblasen.
Außerdem hängt an der Südseite des Turmhelms eine spätgotische Uhrglocke von 1516, sie trägt die Namen Maria und Anna. Das erhaltene Uhrwerk stammt von 1598.

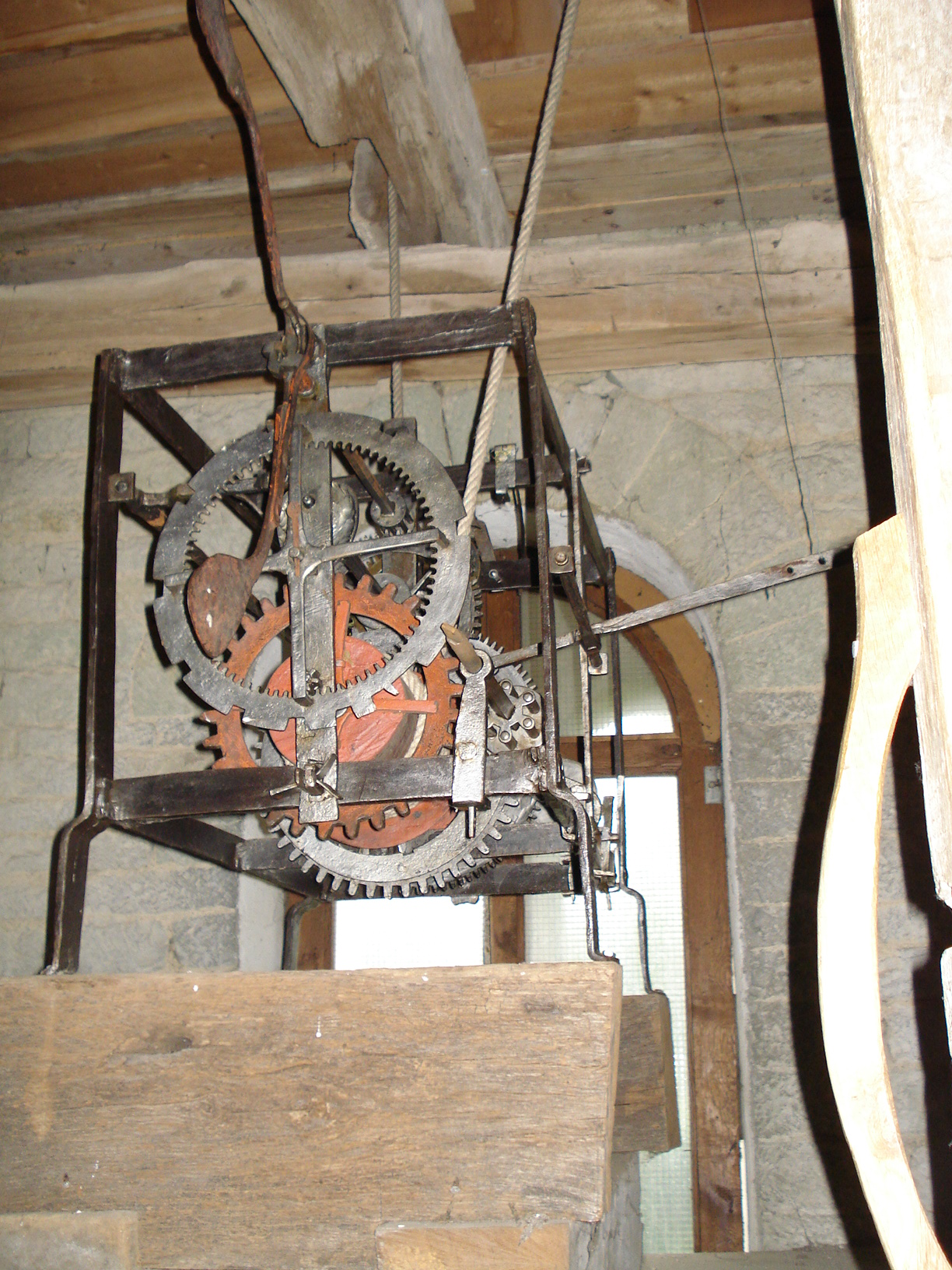
Turmuhr von 1598

## Ausstattung
- Abendmahlsbild von 1683
- Taufstein, vermutlich noch aus der Vorgängerkirche und um die 1000 Jahre alt. Er wurde längere Zeit im Burghofmuseum in Soest ausgestellt.
- Kanzel von 1582 mit einem Relief, auf dem ein bärtiger Mann zu sehen ist. Seine Amtstracht mit Talar und Barett und auch der Bartschnitt belegen das Aussehen eines lutherischen Pfarrers Ende des 16. Jahrhunderts.